# Politiko
Politiko (en griego: Πολιτικό) es un pueblo ubicado en el distrito de Nicosia, en Chipre. Según el censo de 2021, tiene una población de 420 habitantes.
La aldea de Filani es parte de este municipio.

## Geografía e historia

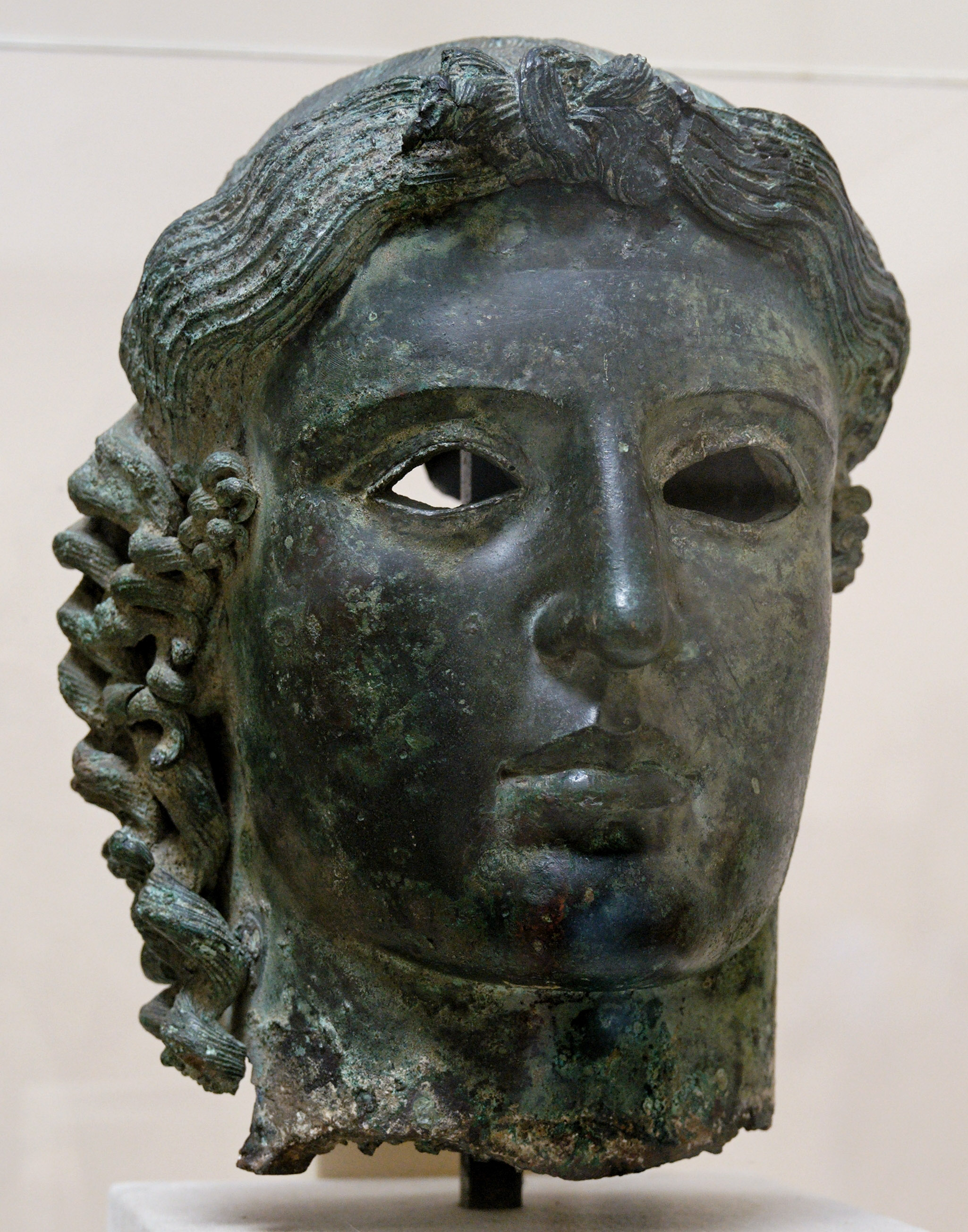
Cabeza probablemente de Apolo encontrada en Tamasos

Se encuentra a unos 17 km al suroeste de Nicosia, en una zona llamada "Mesaoria" (en griego: Μεσαορία, literalmente: en las montañas, al ser una llanura situada entre dos cadenas montañosas: las montañas de Kyrenia al norte, y las montañas de Troodos al sur). Está atravesado por el río Pedieos. En una colina de Politiko estaba la antigua ciudad de Tamasos, cuyas excavaciones son visibles.
En el pueblo está el monasterio de Agios Irakleidios, es decir, el monasterio dedicado a San Heraklidios, un cristiano del siglo I d.E. que nació en Tamasos, acompañó a San Pablo y San Bernabé en su viaje a Chipre y fue ordenado el primer obispo de la localidad. La iglesia se reconstruyó en el siglo XVIII, después de haber sido destruido el edificio original en el siglo V y está adornada con frescos.